# Samuel Garcia (futbolista)
Samuel Garcia (Tahití, 2 de octubre de 1975) es un exfutbolista y entrenador de fútbol de Polinesia Francesa que jugaba en la posición de defensa. Actualmente es el entrenador de la selección de Tahití.

## Carrera

### Club
Jugó toda su carrera con el AS Vénus de 1997 a 2007, equipo con el que fue campeón nacional en cinco ocasiones además de nueve títulos de copa.

### Selección nacional
Jugó para Tahití en 19 ocasiones de 1998 a 2007 y anotó dos goles; participó en cuatro ediciones de la Copa de las Naciones de la OFC.
| # | Fecha               | Sede                             | Rival              | Marcador | Resultado | Torneo                                               |
| - | ------------------- | -------------------------------- | ------------------ | -------- | --------- | ---------------------------------------------------- |
| 1 | 13 de junio de 2001 | North Harbour Stadium, Auckland, | Islas Salomón      | 1–0      | 2–0       | Clasificación para la Copa Mundial de Fútbol de 2002 |
| 2 | 9 de julio de 2002  | North Harbour Stadium, Albany,   | Papúa Nueva Guinea | 1–0      | 2–1       | Copa de las Naciones de la OFC 2002                  |

### Entrenador
| Periodo   | Club                        |
| --------- | --------------------------- |
| 2013      | Boca Juniors School Jakarta |
| 2013      | Pro Duta FC                 |
| 2014-2018 | AS Pirae                    |
| 2018-2023 | AS Vénus                    |
| 2019-     | Tahití                      |

## Logros

### Jugador
- Primera División de Tahití (5): 1997, 1998, 1999, 2000, 2002
- Copa de Tahití (2): 1998, 1999
- Supercopa de Tahití (1): 1999
- Copa de Territorios Franceses del Pacífico (5): 1997, 1998, 1999, 2000, 2002
- Copa de Campeones de Ultramar (1): 1999

### Entrenador
- Primera División de Tahití (1): 2018/19
- Copa de Tahití (3): 2019, 2021, 2022